# Создатель в буддизме
Буддистская концепция Создателя отрицает идеи бога-творца и других первопричин бытия, что служит ключевым различием между буддизмом и теистическими религиями. По этой причине буддизм часто описывается[кем?] как «спиритуалистическая философия», единственная цель которой состоит в полном избавлении от страданий сансары, именуется нирваной. Будда отказывался подтверждать любые точки зрения по вопросу сотворения мира и констатировал бесполезность вопросов о происхождении мира. Некоторые авторы, практикующие буддийскую медитацию, полагают, что буддизм не отрицает возможность веры в Бога, хотя отмечают, что божество в буддизме понимается иначе, чем в теизме и политеизме. Буддийские мастера рассматривают веру в Бога как разновидность этернализма, препятствие на пути к достижению нирваны — высшей цели буддийской практики.
Понятие «Бог» иногда связывается с почитанием трёх драгоценностей, хотя две главные школы буддизма слегка расходятся по вопросу их трактовки. Если последователи тхеравады считают Будду человеком, достигшим нирваны или архатства исключительно за счёт человеческих усилий, то последователи Махаяны рассматривают его как воплощение Дхармакаи, явившееся в мир для блага всех живых существ, а не просто как обычного человека. Кроме того, некоторые последователи Махаяны поклоняются бодхисаттве Авалокитешваре и надеются переродиться в его сфере.
Буддисты принимают существование обитателей высших миров (см. Буддийская космология), известных как «дэвы», но они, подобно людям, считаются претерпевающими страдания сансары, и не особо мудрее нас. Будда часто изображается учителем богов и превосходит их.

## Бог в раннем буддизме
Как пишет известный американский буддолог Ричард Хайес, «позиция Будды, представленная в никаях, в большей степени анти-спекулятивна, нежели отчётливо атеистична», хотя «Гаутама считал веру в Бога вредоносной».
По словам Хайеса, «в литературе никай вопрос о существовании Бога рассматривается преимущественно с точки зрения эпистемологии либо морали. Как эпистемологическая проблема, вопрос о существовании Бога влечёт дискуссию о том, может ли религиозный адепт быть уверенным в существовании высшего блага и в том, что его усилия в достижении высшего блага не окажутся бессмысленным стремлением к нереальной цели. Как проблема морали, данный вопрос влечёт дискуссию о том, несёт ли человек в конечном счёте сам ответственность за всю испытываемую им неудовлетворённость, или же имеется высшее существо, которое причиняет человеку неудовлетворённость вне зависимости от того, заслуживает он этого или нет… Будда Гаутама представляется не как атеист, претендующий на способность доказать несуществование Бога, а скорее как скептик, подвергающий сомнению способность других учителей привести их последователей к высшему благу».
Говоря о «Девадаха сутте», сто первой сутте «Мадджхима-никаи», Хайес отмечает: «читатель может сделать заключение, что не Бог, а привязанность, поступки в прошлых жизнях, судьба, тип рождения или же усилия в настоящей жизни доставляют нам горе, в то время как систематической аргументации для опровержения существования Бога не приводится».

### Брахма в палийском каноне
Брахма (создатель вселенной) входит в число прочих богов, упоминаемых в палийском каноне. Подобно другим богам, Брахма подвержен изменениям, старению и смерти наравне со всеми другими живыми существами, пребывающими в сансаре. В буддизме принимается бытие нескольких различных миров Брахмы и нескольких типов Брахм, однако все они — просто существа, надолго увязшие в сансаре. В «Брахмаджала сутте» («Сутте о сети совершенства») о Брахме говорится следующее:

2. Время от времени, монахи, настаёт пора, когда по истечении длительного периода этот мир свёртывается. Когда свёртывается мир, то существа по большей части переходят в мир сияния. Там они находятся долгое, длительное время, состоя из разума, питаясь радостью, излучая собой сияние, двигаясь в пространстве, пребывая во славе.
3. Время от времени, монахи, настаёт пора, когда по истечении длительного периода этот мир развёртывается. Когда развёртывается мир, то появляется пустой дворец Брахмы. И тогда то или иное существо, оттого ли, что окончился его срок или окончилось действие заслуг, оставляет существование в сонме сияния и вновь рождается во дворце Брахмы. Там оно находится долгое, длительное время, состоя из разума, питаясь радостью, излучая собой сияние, двигаясь в пространстве, пребывая во славе.
4. Там у него, пребывающего долгое время в одиночестве, возникает тревога, неудовлетворённость, беспокойство: «О, если бы и другие существа могли достичь здешнего состояния!» Тогда другие существа, оттого ли, что окончился срок или окончилось действие заслуг, оставляют существование в сонме сияния и вновь рождаются во дворце Брахмы спутниками того существа. Там они находятся долгое, длительное время, состоя из разума, питаясь радостью, излучая собой сияние, двигаясь в пространстве, пребывая во славе.
5. Тогда, монахи, то существо, которое первым родилось вновь, говорит себе так: «Я — Брахма, великий Брахма, победоносный, непобедимый, всевидящий, всесильный, владыка, творец, созидатель, наилучший устроитель, повелитель, отец бывшего и будущего! Мною сотворены эти существа. В чём же причина? Ведь раньше я сказал себе так: „О, если бы и другие существа могли достичь здешнего состояния!“ Таково было стремление моего разума, и вот другие существа достигли здешнего состояния. И те существа, которые позже родились вновь, тоже говорят себе так: „Ведь он — досточтимый Брахма, великий Брахма, победоносный, непобедимый, всевидящий, всесильный, владыка, творец, созидатель, наилучший устроитель, повелитель, отец бывшего и будущего. Мы сотворены этим почтенным Брахмой? В чём же причина? Ведь мы видели, что он первым родился здесь вновь, а мы позже родились вновь“».
6. И вот, монахи, то существо, которое первым родилось вновь, бывает долговечнее, и красивее, и сильнее, те же существа, которые позже родились вновь, бывают недолговечнее, и некрасивее, и бессильнее. И может произойти так, монахи, что то или иное существо, оставив существование в этом сонме, достигает здешнего земного состояния. Достигнув здешнего состояния, оно оставляет дом и странствует бездомным. Оставив дом и будучи бездомным странником, оно благодаря усердию, благодаря усилию, благодаря прилежанию, благодаря серьёзности, благодаря правильному умонастрою, обретает такую сосредоточенность разума, что вспоминает сосредоточенным разумом то место, где пребывало в прежнем существовании, но не вспоминает другого места, кроме него. И оно говорит: «Ведь тот досточтимый Брахма, великий Брахма, победоносный непобедимый, всевидящий, всесильный, владыка, творец, созидатель, наилучший устроитель, повелитель, отец бывшего и будущего — досточтимый Брахма, которым мы сотворены, постоянен, стоек, вечен, не подвержен изменению и вечно пребывает таким. Мы же, которые были сотворены этим Брахмой, — мы достигли здешнего земного состояния непостоянными, нестойкими, недолговечными, подверженными уходу из существования».

### Другие обычные боги, упоминаемые в каноне
В палийском каноне фигурируют многие другие боги и богини, часто встречающиеся в литературе индуизма: Индра, Аапо (Варуна), Вайо (Ваю), Теджо (Агни), Сурья, Паджапати (Праджапати), Сома, Яса, Венху (Вишну), Исана (Рудра), Виджжа (Сарасвати), Уша, Патхави (Притхви), Шри (Лакшми), Кувера (Кубера), некоторые яккхи (Якши), гандхаббы (Гандхарвы), Наги, Гарула (Гаруда) и другие. Если в индуистских текстах некоторые из этих богов и богинь считаются воплощениями высшего божества, то с буддийской точки зрения все они — пленники сансары. Согласно учению Будды, мир богов представляет собой существование, сопряжённое с избытком удовольствий и беспокойств.

## Анализ Абхидхармы и Йогачары
Тхеравадинская Абхидхамма не уделяла большого внимания разработке аргументации против существования Бога, но в сарвастивадинской Абхидхармакоше Васубандху энергично выступает против существования Бога-творца.
Китайский монах Сюаньцзан изучал буддизм в Индии в VII веке н. э. в университете Наланда. Там Сюаньцзан получил от своего учителя Шилабхадры знание доктрины Читтаматра (Йогачара), разработанной Асангой и Васубандху. В своём обширном труде «Чэн вэй ши лунь» (китайском переводе санскритского текста «Виджняптиматра сиддхи шастра», написанного Васубандху), Сюаньцзан доказывает несостоятельность индийской философской доктрины Ишвары или великого Брахмы — самосущего и всемогущего Творца, владыки мира:

Согласно одному учению, имеется какое-то великое самосущее божество, обладающее субстанциальностью и вездесущностью, вечное, порождающее все феномены. Это учение несостоятельно. Если нечто порождает нечто, то оно не вечно, а невечное — не вездесуще, а невездесущее — не реально. Если божественная субстанция вездесуща и вечна, то она должна вмещать все силы и быть способной порождать все феномены везде, всегда и одновременно. Если она порождает феномены при возникновении желания или же в соответствии с обстоятельствами, это противоречит учению о первопричине. В противном случае желания и обстоятельства возникают самопроизвольно, так как эта причина вечна. Другие учения утверждают, что есть великий Брахма, Время, Пространство, Исходная Точка, Природа, Эфир, Я и т. д., которые вечны и действительно существуют, наделены всеми силами и способны породить все феномены. Мы опровергаем все эти учения тем же образом, что и концепцию Всевышнего Господа.

## Махаяна и Ваджраяна
Один из основателей буддийской логики Дхармакирти в своём труде «Праманавартика карика» вслед за Васубандху выдвигает целый ряд аргументов против существования Бога-Творца. Позднее эту традицию продолжили такие представители Махаяны, как Шантаракшита и Камалашила.

### Татхагатагарбха и Бог
Махаяна, в отличие от Тхеравады, при обсуждении сознания использует такие термины, как «зародыш Так Приходящего». Подобные позитивные формулировки предназначены для того, чтобы скорректировать нигилистическое восприятие основополагающего буддийского понятия пустоты как небытия.
В раннем буддизме уже присутствовала Протомахаяна, с провозглашением единства нирваны и сансары, поклонения божествам и прочими махаянскими-ваджраянскими константами. Индийский философ К. Д.
Себастьян отмечает, что в махаяне присутствует религиозный культ, в котором Будда почитается как Бог или Высшая Реальность, принявшая человеческую форму для спасения всего людского рода:

Буддизм Махаяны не только интеллектуален, но также и набожен … в Махаяне Будда почитается как Бог, как сама Высшая Реальность, нисшедшая на землю в человеческом облике для блага человечества. Представление о Будде (приравниваемом к Богу теистических систем) никогда не придавало ему роли Творца, но подразумевало Небесную Любовь, которая из сострадания («каруна») воплотилась в человеческом теле, чтобы вызволить страдающий человеческий род… Его почитали с пламенным рвением… Он олицетворяет Абсолют («парамартха-сатья»), свободен от множественности («сарва-прапанчанта-винирмукта») и не имеет начала, середины и конца… Будда … вечен, неизменен… Как таковой он являет собой Дхармакаю.

Согласно Татхагатагарбха сутрам, Будда учил о бытии духовной сущности, именуемой татхагатагарбхой или природой Будды и присутствующей во всех существах и явлениях. Б. Алан Уоллес пишет об этой доктрине следующее:

внутренняя сущность единства сансары и нирваны — это абсолютное пространство («дхату») «татхагатагарбхи», но это пространство не следует путать с простым отсутствием материи. Точнее, это абсолютное пространство пронизано безграничным знанием, состраданием, мощью и просветлённой энергией Будды. Сверх того, это светозарное пространство вызывает к существованию феноменальный мир и представляет собой не что иное, как природу собственного ума, который по природе есть ясный свет.

### Взгляды Ваджраяны
В некоторых школах Махаяны Будда на самом деле почитается как фактическое божество, обладающее сверхъестественными качествами и силами. Гуан Син пишет: «Будда почитается последователями Махаяны как всемогущее божество, наделённое сверхъестественными свойствами и качествами … Он характеризуется как всемогущий и всесильный Бог».
Как отметил Сарвепалли Радхакришнан, «религиозный инстинкт человека требует бога, и поэтому в практической религии буддистов был обожествлен сам Будда, несмотря на его же предупреждения».
Специалист по буддизму Б. Алан Уоллес также указывает на то, что утверждение о «нетеистичности» всего буддизма в целом может быть упрощением. Уоллес усматривает сходства между некоторыми течениями Ваджраяны и понятиями божественного Абсолюта и сотворения. Он пишет: «тщательный анализ космогонии Ваджраяны, в особенности в традиции Ати-йоги индо-тибетского буддизма, преподносящей себя как вершину всех буддистских учений, обнаруживает теорию трансцендентного Абсолюта и процесса сотворения мира, которая имеет поразительное сходство со взглядами, представленными в веданте и в неоплатонических западных христианских теориях сотворения мира». По сути, Уоллес находит эти взгляды настолько схожими, что они кажутся различными изложениями одной и той же теории. Он продолжает: «Ваджраяна, веданта и неоплатоническое христианство имеют так много общего, что они практически могут считаться разными интерпретациями одной и той же теории».
Тибетский монах-учёный Долпопа Шераб Гьялцен принадлежащий к школе Джонанг тибетского буддизма говорит об универсальной духовной сущности или ноумене (Дхармакае Будды), которая содержит всех существ во всей полноте, и цитирует "Сутру Непостижимых Мистерий Татхагаты": «… пространство предстает в различных формах… подобным же образом тело Татхагаты (то есть Будды) содержит в себе всех живых существ. Например, все проявленные формы заключены в пространстве. Таким же образом, все живые существа заключены внутри тела Татхагаты (то есть Дхармакае)».
Долпопа цитирует буддийские писания описывая единую духовную сущность или ноумен как «высшее Я всех существ» и «самость всегда пребывающая во всем и истинное Я всего сущего».

### Йогачара и Абсолют
Другой учёный усматривает буддистский Абсолют в сознании. Описывая буддистскую школу Йогачара, доктор А. К. Чаттерджи отмечает: «Абсолют представляет собой недвойственное сознание. Двойственность субъекта и объекта к нему не относится. О нём говорят как о пустоте („шунья“), лишённой двойственности; в действительности он совершенно реален, по существу, он — единственная реальность … Не существует сознания, „присущего“ Абсолюту; Сознание и „есть“ Абсолют».
Хотя это традиционная тибетская интерпретация взглядов Йогачары, она была отвергнута современными западными учёными, в число которых входят Кочумуттом, Анакер, Калупахана, Дунне, Ластхаус, Пауэрс, Вэйман. Американский буддолог Дэн Ластхаус пишет: «Они (йогачарины) придавали особую важность сознанию не для утверждения его предельной реальности (Йогачара наделяет сознание лишь условной реальностью, поскольку оно возникает от мгновения к мгновению), но только потому, что оно является причиной кармической проблемы, которую они стремятся устранить».

### Дзэн и Абсолют
Ещё одно имя для неумолимой, превосходящей границы времени и пространства, непостижимой Истины или Сущности Буддийской Реальности, используемое в некоторых махаянских и тантрических текстах, это — Дхармакая (Тело Истины). Дзэн-буддистский мастер Сокэй-ан сообщает о нём:

… «дхармакая» — это эквивалент Бога … Будда также говорит о месте вне времени и вне пространства, где мгновенное восклицание длится миллион лет. Оно внепространственно подобно радиоволнам, подобно электрическому пространству — замкнуто. Будда сказал, что существует зеркало, отражающее сознание. В этом электрическом пространстве миллион миль и остриё булавки, миллион лет и мгновение — совершенно одно и то же. Это есть чистая сущность … Мы называем это: «первичное сознание», «первичная акаша», возможно, Бог в христианском понимании. Я боюсь говорить о чём-нибудь, с чем не знаком. Никто не может знать, что ЭТО такое …
Тот же адепт Дзэна Сокэй-ан продолжает:

Творческая энергия вселенной — не человек, а Будда. Тот, кто видит, и тот, кто слышит, это не глаз или ухо, но тот, кто есть «это» сознание. «Это» — Будда. «Это» проявляется в каждом уме.

Риндзайский мастер дзэн-буддизма Соэн Сяку, обращаясь к американцам в начале XX столетия, доказывал, что, по существу, идея Бога не чужда буддизму, если понимать её как предельную, истинную Реальность:

В начале позвольте мне заявить, что буддизм не атеистичен в том смысле, какой обычно придают этому термину. В нём, безусловно, есть Бог, высшая реальность и истина, благодаря которой и в которой существует этот мир. Однако последователи буддизма обычно избегают термина «Бог», поскольку он сильно отдаёт христианством, дух которого не всегда в точности соответствует буддистской интерпретации религиозного опыта … Для более точного определения буддистского представления о высшем существе будет удобно заимствовать термин, весьма удачно придуманный современным германским учёным, «панентеизм», согласно которому Бог есть … всё и больше, чем полнота бытия … Как я упоминал ранее, буддисты не используют термин «Бог», который характерно свойственен христианской терминологии. Чаще всего используемый эквивалент — Дхармакая … Когда Дхармакая постигается предельно конкретно, она становится Буддой или Татхагатой …
Современный корейский дзэн-мастер Сун Сан, иногда обучавший священников дзэн-практике в Вашингтонском кафедральном соборе, указывал на сходство между христианским и буддистским мистическим опытом в следующих словах:

Многие христианские мистики говорили в стиле, похожем на стиль учения Дзэн. Но большинство христианских мистиков не могут сломать стену между Богом и человеком. Некоторые говорят: «Отбрось Бога и все вещи». Такой стиль речи напоминает Дзэн, но необходим ещё один шаг. Если у вас есть Бог, которого надо отбросить, то вы все еще имеете Бога. (…) Некоторые говорили о единении Бога и их истинного Я; некоторые говорили об отбрасывании Бога. Это означает, что у них еще есть Бог. Я говорил им: «Если вы не можете убить своего Бога, то не понимаете истинного Бога». У истинного Бога нет ни имени, ни формы, ни речи, ни слов. Множество людей создают Бога в своих умах, поэтому они не могут понять истинного Бога. Вы должны убить своего Бога; тогда вы поймете истинного Бога. Тогда Дзэн и христианство — одно и то же.

### Изначальные Будды
Теории, касающиеся самосущего Брахмана, были распространены в добуддийской Индии, и Будда их отверг: "Будда, однако, отказываясь признать какой-либо метафизический принцип как общую нить, которая соединяет вспыхивающие элементы бытия, отвергает идею Упанишад о некой неизменной субстанции или о первопринципе, лежащем в основе мира и субъекта и порождающем элементы своей неотъемлемой мощью, будь то «объективная реальность», Атман, Брахман или Ишвара.
В литературе Махаяны идея о вечном, всепроникающем, всеведущем, совершенном, существующем извечно и бессмертном «Дхармадхату» — мире Дхармы, в своей основе взаимосвязанном с миром индивидуального существования — «Саттвадхату»), который есть Пробуждённый ум («Бодхичитта» или «Дхармакая» — «Тело Истины») самого Будды, приписывается Будде во многих махаянских сутрах, а также встречается в различных тантрах. В некоторых махаянских текстах такой первопринцип порой преподносится как проявляющие себя в персональной форме изначальные будды — Самантабхадра, Ваджрадхара, Вайрочана, Ади-будда и др.
В некоторых писаниях буддийского тантризма и Дзогчен эта имманентная и трансцендентная Дхармакая (наивысшая сущность личности Будды) также изображается как изначальный Будда, Самантабхадра, и почитается как изначальный бог. В исследовании по Дзогчену доктор Сэм ван Шайк говорит, что Самантабхадра Будда, действительно, рассматривается как «центральная сущность всех будд, Изначальный Господь, благородный Победоносный, Самантабхадра». Доктор Шайк указывает, что Самантабхадру не следует рассматривать как некую разновидность обособленного «потока сознания», изолированного от потоков сознания живых существ, но нужно знать как универсальный нирванический принцип, известный под именем Пробуждённый Ум («Бодхичитта») и присутствующий во всём. Доктор Шайк цитирует тантристские тексты, «Переживание просветлённого ума Самантабхадры» и «Последующая тантра об обучении Великому Совершенству», описывая Самантабхадру как извечно существующее, лучезарное, блистательное, рефлексирующее, чистое и исполненное жизни осознание (гнозис), которое находится во всём:
«Сущность всех феноменов есть пробуждённый ум; ум всех будд есть пробуждённый ум; жизненная сила всех живых существ также есть пробуждённый ум … Это неподдельное осознание настоящего момента есть рефлексивное свечение, открытое и безупречное, сам Изначальный Господь».
Буддийский монах Дохан, принадлежавший к школе Сингон, считал, что два великих будды — Амида и Вайрочана — это один и тот же Дхармакая Будда, и это — истинная глубинная природа всех существ и явлений. В данной связи Дохан говорит о нескольких уровнях постижения, которых можно достичь в практике Сингон, как отмечает доктор Джеймс Сэнфорд: постижение, что Амида есть Дхармакая Будда, Вайрочана; далее, постижение, что Амида как Вайрочана есть вечное проявление во времени и пространстве этой вселенной; и, наконец, сокровенное постижение, что Амида есть истинная природа всех существ, материальная и духовная, что он есть «всемогущее тело мудрости, что он — нерождённая, непроявленная, неизменная реальность, которая покоится в глубине всех явлений».
Похожие богоподобные описания встречаются в «Тантре Царя Всетворящего» («Кунджед Гьялпо Тантра»), где вселенский Пробуждённый Ум (в образе Самантабхадра Будды) возглашает о себе:

Я — сердцевина всего сущего. Я — семя всего сущего. Я — причина всего сущего. Я — ствол всего сущего. Я — основа всего сущего. Я — корень всего сущего. Я — «сердцевина», потому что я содержу в себе все явления. Я — «семя», потому что я порождаю всё. Я — «причина», потому что всё происходит из меня. Я — «ствол», потому что ответвление любого события произрастает из меня. Я — «основа», потому что всё пребывает во мне. Я зовусь «корень», потому что я есть всё.
Карандавьюха-сутра преподносит великого бодхисаттву Авалокитешвару почти как верховного владыку мироздания. Отличительная черта Авалокитешвары в этой сутре — его созидательная энергия, поскольку о нём говорится, как о создателе различных небесных тел и божеств:
Говорят, что солнце и луна рождены из глаз бодхисаттвы, Махешвара — из его лба, Брахма — из его плеч, Нараяна — из его сердца, Сарасвати — из его зубов, ветры — из его рта, земля — из его ног, и небо — из его живота.
Сам Авалокитешвара в стихотворной версии сутры связан с изначальным Буддой, Ади-Буддой, который есть «сваямбху» (самосущий, не рождённый чем-либо или кем-либо). А. Стадхолм замечает: «Сам Авалокитешавра, добавляет стихотворная сутра, есть эманация „Адибудды“ или „изначального Будды“ — термин, который явно синонимичен терминам „Сваямбху“ и „Адинатха“, „изначальный господь“».
Американский буддолог Александр Берзин пишет, что литература Калачакры содержит представление о «вечном индивидуальном уме ясного света каждого существа», который называется Адибуддой — «первым, или изначальным, буддой». Берзин уточняет: «Здесь „первый“ следует понимать в смысле первого или глубочайшего источника состояния будды». Поскольку философская основа индонезийского государства требует веры в единого Бога, индонезийские буддисты утверждают, что Адибудда является буддийским эквивалентом Бога. При этом Адибудда не является творцом или судьёй.

### Вечный Будда школы Син-сю
В син-буддизме Будда Амида рассматривается как вечный Будда, явившийся в образе Шакьямуни в Индии и представляющий собой персонификацию Нирваны. Священнослужитель школы Син-сю Джон Параскевопулос в своей монографии по Син-сю пишет:
«В син-буддизме Нирвана или Наивысшая Реальность (также известная как „Тело Дхармы“ или „Дхармакая“ в санскритском оригинале) приняла более конкретную форму как (a) Будда Безграничного Света („Амитабха“) и Безграничной Жизни („Амитаюс“) и (b) „Чистая Земля“ или „Земля Наивысшего Блаженства“ („Сукхавати“) — сфера, которая, как считается, находится под управлением этого Будды … Амида — это Вечный Будда, который, как считается, принял форму Шакьямуни вместе с его учениями, чтобы явиться к нам в доступном нашему пониманию виде».
Джон Параскевопулос разъясняет понятие нирваны, воплощение которой есть Амида, следующим образом:
«… дополнительное положительное содержание [нирваны] состоит в высшем состоянии бытия, избавлении от иллюзии и сопутствующей радости освобождения. Раннебудийское писание характеризует нирвану как: … дальний берег, едва различимый, который очень трудно увидеть, неразделимый, непроявленный, спокойный, бессмертный, величайший, благоприятный, безопасный, умерщвление желания, удивительный, изумительный, безболезненный, безнедужный, бесстрастие, чистота, свобода, остров, приют, пристанище, убежище … („Самьютта-никая“)».
Эта нирвана рассматривается как вечная и целостная сущность всего. Параскевопулос передаёт изложение в «Махапаринирвана сутре» нирваны как вечной, чистой, блаженной и истинной самости:
«В буддизме Махаяны учат, что существует фундаментально единая реальность, которая в её наивысшей и наичистейшей форме переживается как нирвана. Она также известна, как мы уже видели, под именем Тело Дхармы (постигнутая как наивысшая форма Бытия) или „Таковость“ („Татхата“ на санскрите), рассматриваемая как суть всех вещей … „Тело Дхармы есть вечность, блаженство, истинная самость и чистота. Оно вечно свободно и от рождения, и от старения, и от болезни, и от смерти“ („Нирвана сутра“)».
Однако, чтобы достичь этой самости, необходимо превзойти маленькое «я» вместе с его ничтожеством при помощи внешнего содействия Амида Будды. Такое воззрение распространял основатель школы Дзёдо-синсю, буддийский мастер Синран. Джон Параскевопулос говорит по этому поводу:
«Замечательное прозрение Синрана заключалось в том, что мы не можем победить себя собственными силами. Требуется какое-то внешнее содействие: (a) чтобы помочь нам пролить свет на наше эго, поскольку оно запрятано под ничтожными и пагубными покровами; и (b) чтобы дать нам возможность подчинить маленькое „я“ при помощи видения Великого Я, достигаемого пробуждением к свету Амиды».
Когда эта Великая Самость света Амиды постигнута, син-буддист может узреть Бесконечность, которая выходит за пределы отягощённой повседневными заботами обмирщённости. Джон Параскевопулос завершает свою монографию о син-буддизме таким образом:
«Настала пора отбросить избитый взгляд на буддизм, как на сухой и рассудительный рационализм, лишённый теплоты и преданности … Слушая зов Амида Будды, мы осознаём истинную реальность и её неизмеримое стремление … жить жизнью, которая с ликованием танцует в ослепительном свете Бесконечности».

## Дэвы и сверхъестественное в буддизме
Хотя буддийская традиция не отрицает бытия сверхъестественных существ (например, «дэвов»), многие из которых обсуждаются в буддийских писаниях, она не приписывает этим «богам» полномочий на творение, спасение или наказание, как их понимают на Западе. Они считаются способными влиять на земные события примерно в той же степени, что люди и животные. И даже если боги более могущественны, чем люди, никто из них не является абсолютным (непревзойдённым). Ещё более важно то, что боги, подобно людям, также страдают в сансаре, непрерывной цепи смертей и последующих рождений. Боги не достигли нирваны и всё ещё подвержены эмоциям — ревности, гневу, гордыне, печали и т. д. Таким образом, поскольку Будда указывает путь к нирване, его называют «учителем богов и людей» («шаста дева-манушьянам»). Согласно палийскому канону, власть богов ограничена сферой их влияния или контроля. Следовательно, в этом смысле они ничуть не ближе к нирване по сравнению с людьми и не мудрее их в высшем смысле. Разговор царя Кошалы Пасенади и принца Видудабхи с историческим Буддой обнаруживает слабые позиции богов в буддизме.
Несмотря на неверие в Бога-Творца, буддисты переняли циклическую индийскую космологию, включающую различные типы божественных сфер — миры тридцати трёх богов, Четырёх Небесных Царей и так далее. Миры богов в буддийской космологии представляют собой составные части различных возможных типов существования. Перерождение дэвой считается результатом добродетельных поступков, совершённых в прошлых жизнях. Медитирующие существа представляются получающими перерождения во всё более и более тонких мирах с нарастающей продолжительностью жизни в соответствии с их медитативными способностями. На высшие миры богов обращается особое внимание как на ошибочные направления медитации, которых медитирующий должен остерегаться. Подобно любому существованию в цикле перерождений (сансара), жизнь в виде дэвы преходяща. К моменту смерти большая часть хорошей кармы, накопленной дэвой, расходуется, а оставшаяся отрицательная карма влечёт вероятное перерождение в одном из трёх низших миров. Поэтому буддисты прилагают особые усилия, чтобы не переродиться в мирах дэвов. Нагарджуна в своём трактате «Сухрил-лекха» («Дружественное послание») в этой связи говорит:

Небеса даруют огромное наслаждение,
Но в сравнении с ним страдание смерти намного больше.
Поэтому благородные, поразмыслив над этим,
Не стремятся попасть на небеса, после [пребывания] на которых последует кончина.
В буддийских источниках часто можно встретить упоминания о сверхъестественных силах (сиддхи), которые появляются у продвинутых последователей учения. Приобретение этих сил, с одной стороны, свидетельствует о духовном прогрессе ученика и о его освобождении от законов природы, а с другой стороны, вводит его самого и окружающих в искушение. Будда видел опасность в сверхспособностях из-за того, что они отвлекают адепта от изначальной цели — нирваны. И хотя обладание сверхспособностями само по себе не есть зло, буддистам не следует показывать их перед непосвящёнными. Будда категорически запретил своим ученикам демонстрировать сиддхи. Об отношении Будды к сверхъестественным способностям весьма красноречиво говорит древняя легенда: 

Однажды Будда и его ученики пришли к реке и терпеливо ожидали, пока лодочник сможет их перевезти. Пока они ждали, Будда учил группу собравшихся вокруг него мирян. Вдруг появился йог, который посвятил годы развитию психических способностей. Желая произвести впечатление на толпу, он перешёл реку туда и обратно, как посуху, а потом с вызовом предложил Будде повторить его подвиг.
«Скажи мне» — спросил Будда — «Сколько берет лодочник за перевоз?»
«Немного, всего несколько медяков» — отвечал удивленный йог.
«И, значит, вот чего стоят твои психические силы» — сказал Будда.

## Отношение к теориям сотворения
Отражая общепринятое понимание самых ранних поучений Будды, Ньянапоника Тхера утверждает:

Изучая проповеди Будды, сохранившиеся в палийском каноне, можно убедиться в том, что идея личного Бога, вечного и всемогущего Бога-Творца несовместима с учением Будды. С другой стороны, представления об имперсональном Боге в любой версии, как Мировая душа и т. д., исключены Буддой в доктрине Анатта, несамости или несубстанциальности. … В буддистской литературе вера в Бога-Творца (иссара-ниммана-вада) часто упоминается и отвергается наряду с другими причинами, ошибочно приводимыми для объяснения происхождения мира.
Кроме того, нигде в палийском каноне буддам не приписывается способность к сотворению вселенной, к спасению и к воздаянию. На самом деле буддизм критикует все теории о происхождении вселенной и считает веру в сотворение мира оковами, удерживающими в сансаре. Однако Агганьня-сутта содержит детальный рассказ Будды о происхождении человеческой жизни на Земле. В этом тексте Будда даёт объяснение кастовой системы, отличающееся от объяснения, данного в Ведах, и показывает, почему в действительности ни одна каста ничем не лучше другой. По мнению президента Оксфордского центра по изучению буддизма Ричарда Гомбрича, данная сутта содержит явные признаки того, что она была задумана как сатира на ранее существовавшие верования, и он вместе с профессором Дэвидом Калупаханой доказывает, что этот текст нацелен на высмеивание и развенчание брахманистских притязаний на божественную природу кастовой системы путём её представления в качестве социальной конвенции. Строго говоря, эта сутта не может считаться космогонической, поскольку в буддизме абсолютная первопричина немыслима. Тем не менее, буддисты с древних времён всерьёз воспринимали её истолкования относительно происхождения социально-политического устройства. Гомбрич, однако, считает её пародией на брахманистскую космогонию, представленную в «Гимне о творении» «Ригведы» (Ригведа X, 129, в переводе Т. Я. Елизаренковой на русский — «Космогония») и в первой главе «Брихадараньяка-упанишады». Он утверждает: «Будда никогда не намеревался обсуждать космогонию. При внимательном изучении „Агганна сутты“ обнаруживается непоследовательность, если воспринимать сутту всерьёз в качестве растолкования, но если считать её пародией, непоследовательность не имеет значения». В частности, он полагает, что «Агганна сутта» нарушает фундаментальную буддистскую теорию функционирования закона кармы. С ним, однако, в корне не согласен президент Общества палийских текстов Руперт Гетин, который заявляет:

Хотя некоторые детали истолкования развития человеческого общества в «Агганьня-сутте» могут быть, как убедительно доказывает Гомбрич, намеренно сатирическими, в никаях нет ничего, что говорило бы о таком понимании основных космологических идей, которые я выделил; нет ничего, что говорило бы о вводной формулировке «Агганьня-сутты», описывающей развёртывание и свёртывание этого мира, как о простой шутке. Можно совершенно не сомневаться, что в раннем буддизме и, конечно, у самого Будды были собственные взгляды на природу цикла перерождений, и это в высшей степени относится к касающимся космологических подробностей фрагментам, которые представлены в «Агганьня сутте» и повсюду в никаях … Космогонические идеи, выдвинутые в «Агганьня-сутте», отнюдь не диссонируют с пониманием буддистского учения, опирающимся на остальные фрагменты никай, а на самом деле вполне гармонируют с ним … Я бы даже пошёл дальше и сказал, что оно фактически нуждается в чём-то из описанного в мифе «Агганьни».
В буддизме основное внимание уделяется тому, какое воздействие оказывает на человеческий ум вера в теории Сотворения мира и Творца. Буддийское отношение к любому воззрению определяется результатами критического изучения в свете того, как влияет это воззрение на сознание, и привязывает ли это воззрение к сансаре или нет.
Будда провозгласил, что «невозможно узнать или определить первопричину колеса перерождений существ, которые вращаются в нём, введённые в заблуждение неведением и обуреваемые желанием». Умозрительные построения о происхождении и границах вселенной в раннем буддизме, как правило, не одобрялись.

### Тхеравада
Выдающийся американский религиовед Хьюстон Смит характеризует ранний буддизм как в большей степени психологическое, нежели метафизическое, учение. В отличие от теистических религий, основывающихся на понятии Бога и на связанных с этим понятием мифах о сотворении мира, буддизм исходит из условий человеческого существования, описанных при помощи четырёх благородных истин. Соответственно, в то время как большинство других религий принимает общее утверждение о том, что мир до грехопадения был изначально прекрасен (например, «И увидел Бог всё, что Он создал, и вот, хорошо весьма», Книга Бытия, Ветхий Завет, Библия), и выводит отсюда величие его создателя, ранний буддизм попросту отказывается от обсуждения данного вопроса, как не заслуживающего ни малейшего внимания. Вместо этого он делает основной упор на бедственные условия человеческого существования и на иллюзорность мира. Такой подход зачастую контрастирует даже со многими направлениями буддизма Махаяны. Никому, будь то бог или же какое-либо просветлённое существо (включая исторического Будду) не приписываются способности к сотворению вселенной, к дарованию спасения и к воздаянию. Согласно палийскому канону, всемогущество не может быть приписано ни одному существу. Кроме того, в буддизме Тхеравады нет земель или небес, где существу гарантируется нирвана, зато оно может достичь нирваны за очень короткий промежуток времени, хотя нельзя сказать ничего определённого о средствах её достижения. В этом смысле в традиции раннего буддизма отсутствует эквивалент «Чистой Земли» Махаяны или небесных обителей будд, при достижении которых каждому гарантируется просветление.
Тем не менее, в буддизме Тхеравады упоминаются Чистые обители (Суддхаваса) сферы форм, в которых рождаются невозвращающиеся (Анагамины), и где они могут достичь нирваны.

### Ваджраяна
Тибетские школы буддизма говорят о двух истинах, абсолютной и относительной. Относительная истина считается цепью действующих причин и условий, определяющих сансарический опыт, а предельная истина синонимична пустоте. Среди множества философских точек зрения взгляды Ваджраяны выделяются использованием (практикующими медитацию) эмпирического языка для описания пустоты, в противоположность языку отрицания, используемому учёными для преодоления концептуального мышления, которое препятствует правильному пониманию пустоты. Например, Калу Ринпоче, один из учителей тибетской школы буддизма Кагью, разъясняет: «чистый ум не находится нигде, но он вездесущ и всепроникающ; он охватывает и заполняет всё. Сверх того, он вне изменений, и его открытая природа неразрушима и непреходяща».

## Почитание Будды
Хотя абсолютный Бог-творец отсутствует в большинстве направлений буддизма, культ или почитание Будды Гаутамы и других будд играет важную роль во всех направлениях буддизма. В буддизме все существа могут стремиться к достижению буддства. Во всех школах буддизма рождение в человеческой сфере считается наиболее благоприятным для достижения полного просветления, тогда как рождение богом предоставляет чрезмерно много удовольствий и беспокойств, отвлекающих от усердной практики медитации. Доктрины обожения весьма значимы для христианского богословия, и существует множество теистических разновидностей индуизма, в которых практикующий может стремиться стать богом (к примеру, веданта), но, с точки зрения буддизма, успех в обожении является препятствием к достижению нирваны, поскольку практика обожения опирается на реальность, внеположную уму.
В буддизме почитают будд и мудрецов за их добродетели, жертвенность и стремление к полному просветлению, а также как учителей, олицетворяющих Дхамму.

В буддизме эта величайшая победа человеческой способности к совершенному гнозису прославляется в концепции святых людей, известных как Арахаты, что буквально означает «достойный подношений» или «достойный преклонения», поскольку этот мудрец преодолевает все загрязнения и обретает совершенный гнозис для достижения нирваны.
Профессор Перри Шмидт-Лёйкель следующим образом комментирует то, как некоторые западные представления о Будде лишают его определённых «божественных» свойств, в действительности присутствующих в раннебудийских текстах и в определённых слоях культуры Востока:

Какой контраст представляют преподнесение Будды в подлинной обстановке религиозного благоговения, как в тайском храме Дой Сутхеп, и образ Будды — ныне так распространённый на Западе — согласно которому Будда был просто человеком, лишённым всех божественных свойств! Несомненно, этот современный взгляд совершенно не соответствует описанию Будды в классических буддийских писаниях.
Не вполне ясно, преследует ли такое почитание какие-либо другие цели, помимо духовных. Восточно-азиатские учения, в особенности популярный на Западе дзэн, учат, что Будда Гаутама и другие будды неизменны, а потому не могут или избегают вмешиваться в человеческие дела; в лучшем случае обращённая к ним молитва помогает просветлению молящегося, да и то благодаря сознательным усилиям молящегося, а не вмешательству высшего существа. По этой или иной причине преклонение перед личностью Будды крайне редко, если вообще, практикуется в Махаяне. Преклонение перед Буддой распространено среди мирян в странах Тхеравады, таких как Таиланд, и часто принимает формы, весьма напоминающие обращение с молитвами к богам и к святым в христианстве и в других религиях, когда верующие могут просить Будду о помощи в житейских делах.
В то же время, это возражение не относится к почитанию бодхисаттв. Вознесение молитв к бодхисаттвам (речь о буддизме махаяны) и медитация на их образах (к примеру, на образе Авалокитешвары) являются важными элементами тибетского буддизма.